# Teague
Teague – miasto w Stanach Zjednoczonych, w stanie Teksas, w hrabstwie Freestone.